# 장현초등학교
장현초등학교는 대한민국 경기도 남양주시 진접읍 장현리에 있는 공립 초등학교이다.

## 학교 연혁
- 1922년 5월 24일 장현공립보통학교 개교
- 1925년 3월 25일 제1회 졸업식 (22명)
- 1938년 4월 1일 명칭 변경(장현공립심상소학교)
- 1941년 4월 1일 명칭 변경(장현공립국민학교)
- 1981년 3월 10일 병설유치원 개원
- 1996년 3월 1일 장현초등학교로 개칭
- 2001년 3월 1일 장승초등학교 분리
- 2019년 3월 1일 특수학급/유치원 5급&2급 편성
- 2023년 12월 29일 제 98회 졸업식 (107명)

## 교가
장현초등학교의 교가는 다음과 같다.
[철마산 골 깊고 크낙새 울며 왕숙내 맑은물 흐르는 곳에
우리들 배움터 생겼으니 영원히 빛내자 장현학교]

## 시설

### 본관
본관 1층엔 유치원, 개별학습반, 교장실, 행정실 등이 있다.
2층엔 보건실, 교무실, 유치원, 방송실, 1학년 교실 이 있다.
3층엔 컴퓨터실 , 2학년, 4학년 교실 등이 있다.
4층엔 학생자치회실(학교기념관), 6학년교실이 등이 있다.

### 후관
후관 1층엔 과학실, 급식실 등이 있다.
2층엔 어학실, 도서관 등이 있다.
3층과 4층엔 3학년, 5학년 교실이 있다.
추가로 3층엔 학급자치회실이 있다.

### 장현관
학생들이 체육 활동 및 기타 활동을 할 수 있는 실내 체육관이다.
본관 정문 왼쪽에 있다.
화장실과 샤워실이 존재한다. (샤워실은 모종의 이유로 사용이 불가하다.)

### 주차장
주차장은 장현관 뒷편과, 농협 마트쪽 후관에 작게 있다.

### 운동장
운동장은 인조 잔디로 이루어져 있고, 테두리는 달리기 트랙이 있으며 
정문 우측에는 작은 놀이터와 농구장이 설치되어있다. 

## 학교 부
장현초등학교는 축구부, 배드민턴부, 피구부, 컴퓨터부, 학급자치회, 방송부 등이 있다.

## 행사
장현초등학교는 행사를 자주 많이하는 편이다. 체육대회 같은 대규모 행사 또는, 물풍선 터트리기 같은 소규모 축제도 많이 연다.

## 출신 유명인
레드벨벳 예리 등 

## 참고 자료
- 장현초등학교 - 한국교육학술정보원 학교알리미